# Dar al-Arusa

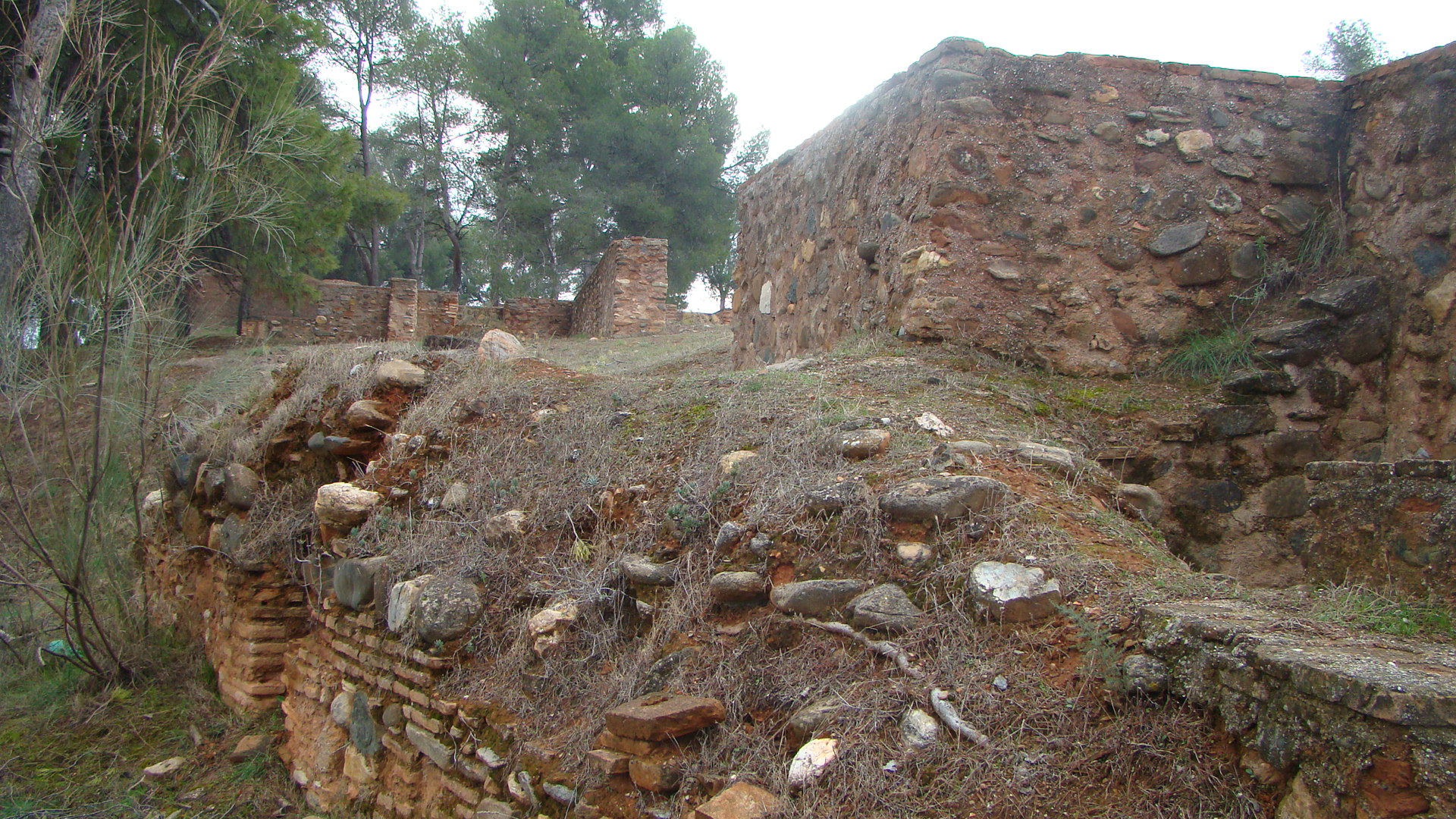
Murallas defensivas del palacio

Dar al-Arusa, textualmente Casa de la desposada en árabe andalusí, es el nombre con el que se conocen los restos de una residencia palatina de época nazarí, situada en el recinto de la Alhambra, en Granada, España.

## Situación

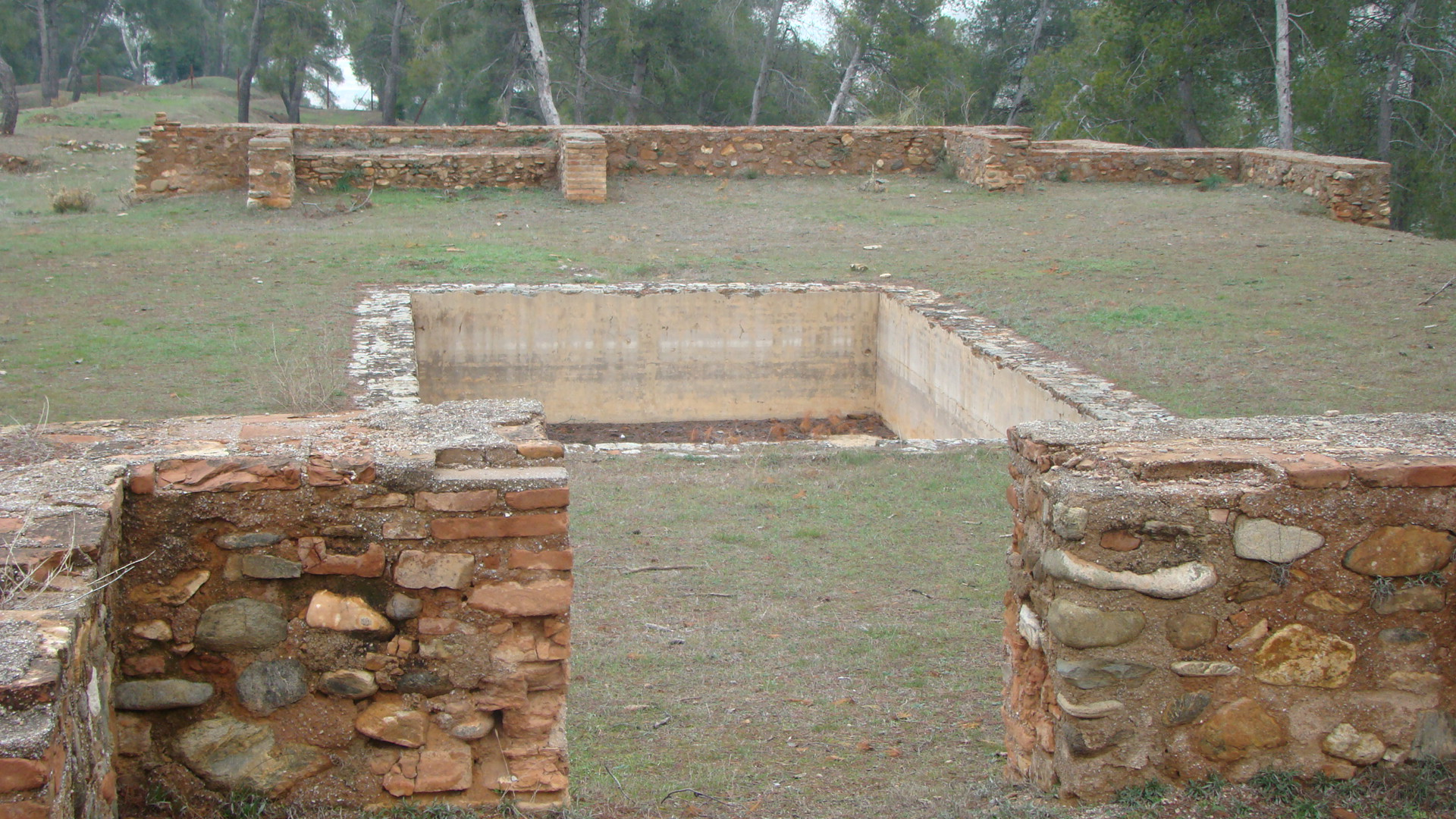
Alberca del patio principal

Se sitúa en la zona más elevada del Cerro del Sol, dominando las huertas y Palacio del Generalife, y a poca distancia de la llamada Silla del Moro o Castillo de Santa Elena, al que aparentemente surtía de agua en su momento. Actualmente se mantienen en pie solamente los arranques de los muros y algunas construcciones, como la alberca del patio central. La excavación arqueológica de la zona se inició en 1924, aunque hasta 1933 no se descubrió la parte más importante del complejo, levantándose un plano de planta de los mismos por Leopoldo Torres Balbás, en 1936.

## Descripción
El conjunto de edificios se distribuye alrededor de un patio rectangular, con alberca en el centro. Esta se conserva incluso con el solado, y aún permanecen visibles restos de sus canalizaciones y desagües. En torno al patio, se pueden apreciar diversas estancias, en las que aún se conservan fragmentos del pavimento.

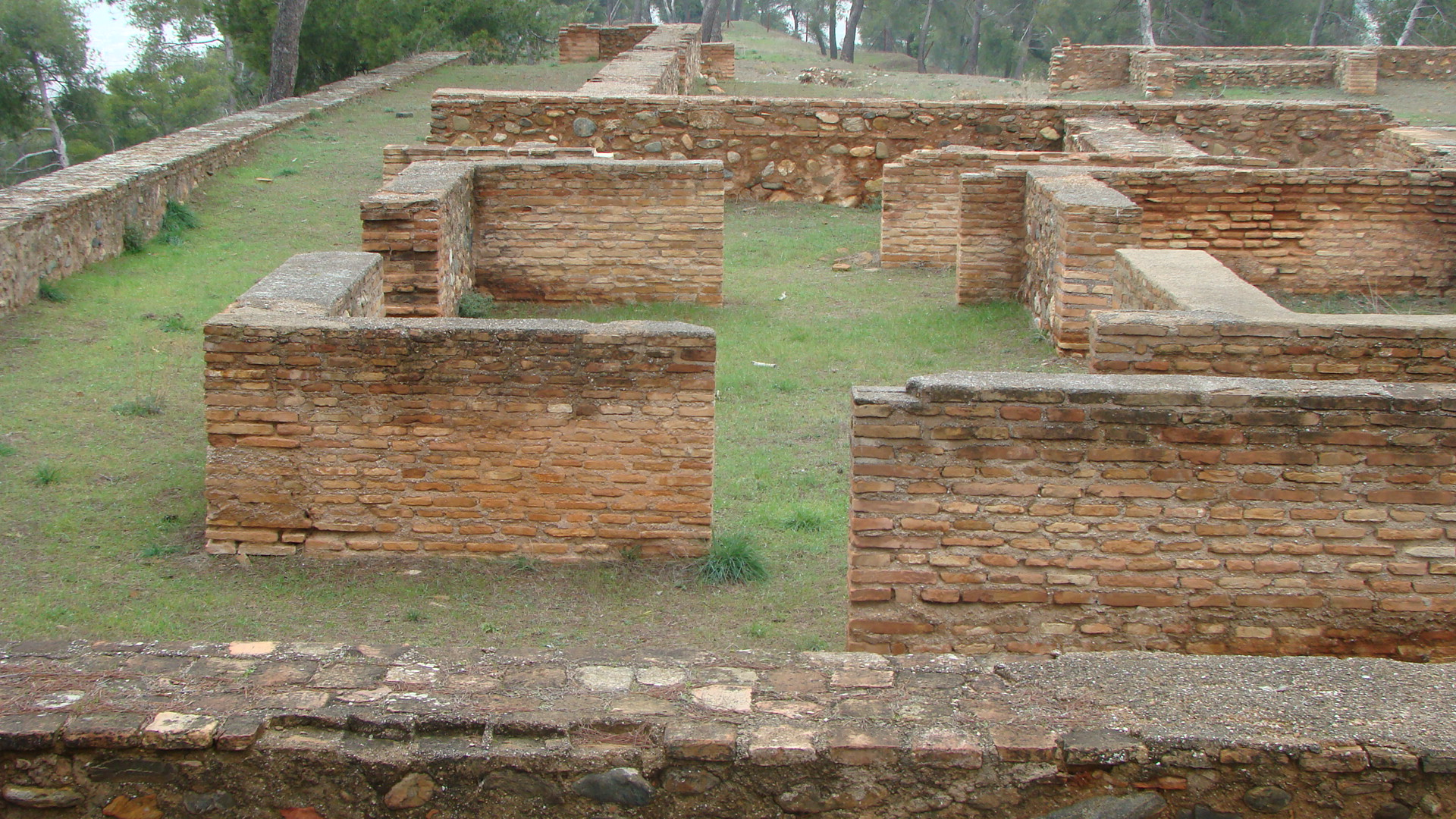
Restos de muros de las dependencias palaciegas

En el extremo noroeste del conjunto, se excavaron elementos constructivos pertenecientes a un sistema hidráulico de elevación de agua de un pozo que, en su momento, dispuso de noria, así como una fuente con un pilar de piedra. Junto a este dispositivo, que tenía acceso desde el patio principal, se encontró una pileta de mármol y cerámica vidriada, que se encuentra en el Museo de la Alhambra actualmente. El lugar donde ésta fue excavada, se ha identificado como parte de un hammam, del que sólo permanecen algunos restos.
Existen trazas de un muro perimetral y de elementos asociados a una posible muralla defensiva.

## Datación
Sobre la base de textos árabes que lo identifican y describen, la datación de este palacio se ha fijado en el siglo XIV. Fue abandonado tras la conquista de Granada, y así lo recoge el historiador Francisco Henríquez de Jorquera, en 1632.